# Boabdil av Granada

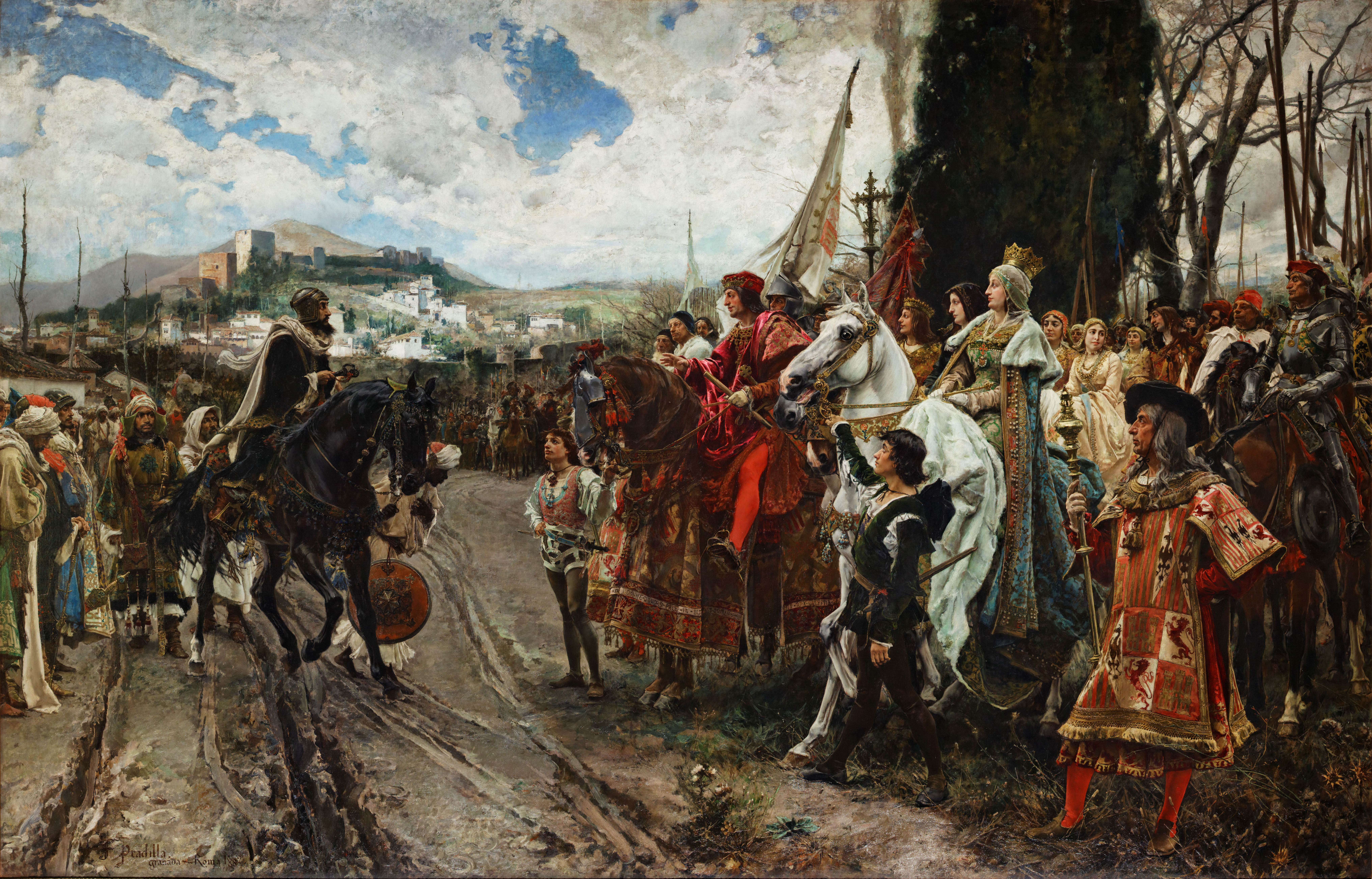
Boabdil inför Ferdinand och Isabella.
Kapitulationen i Granada, målning av Francisco Pradilla 1882.

Abu Abdallah Muhammad XII, känd under namnet Boabdil (en förvrängning av namnet Abu Abdallah) och även kallad El Chico, "Pojken" eller ci Zogoybi, "den olycksalige", var det muslimska Spaniens (al-Andalus) siste härskare. Han regerade i det återstående moriska taifariket Emiratet av Granada. 

## Biografi
Som son till mulla Abu'l-Hasan Ali av Granada, utropades han till kung 1482 sedan fadern jagats bort från riket.
Strax efter sitt makttillträde hoppades Boabdil stärka sin position genom att invadera Kastilien. Han togs emellertid till fånga i Lucena 1483 och lyckades bara vinna tillbaka friheten genom samtycke till att göra Granada till Ferdinand och Isabellas vasallstat.
De följande åren var Boabdil sysselsatt med maktstrider med sin far och farbror Abdullah ez Zagal. År 1491 krävde Ferdinand och Isabella att han skulle överlämna staden och då han vägrade belägrades den av kastilianska trupper. Den 2 januari 1492 kapitulerade Boabdil och drog sig tillbaka till sitt señorío (herresäte) i Las Alpujarras. Morens sista suck kallas en kulle i närheten av Granada varifrån enligt legenden Boabdil gråtande kastade en sista blick på Granada.
Därefter lämnade han Spanien och slog sig ned i Fez där han sägs ha mördats i en maktkamp med sin släkting som regerade i staden.
I enlighet med kapitulationen tilläts Granadas invånare behålla livet, sina ägor och sin tro som mudéjares. Segrarna var uppgörelsen trogen i nio år, men när de väl hade säkrat sin kontroll över staden tvingade de med ett dekret invånarna att antingen konvertera till kristendomen eller gå i exil. De sista moriscos som anammade den nya tron var det sista som återstod av al-Andalus, vilket definitivt avslutade La Reconquista, den kristna erövringen av Iberiska halvön.